# Ṭ
Das Ṭ (kleingeschrieben ṭ) ist ein Buchstabe des lateinischen Schriftsystems. Er besteht aus einem T mit einem Unterpunktakzent.
Der Buchstabe wird zwar in keiner Sprache verwendet, ist aber in einigen Transliterationssystemen vorhanden. In der DMG-Umschrift stellt das Ṭ ein emphatisches T dar und transliteriert das arabische Schriftzeichen ﻁ. Im IAST steht das Ṭ für einen stimmlosen retroflexen Plosiv (IPA: ʈ), der in indischen Schriften mit dem Zeichen ट/ট/ਟ/ટ/ଟ/ட/ట/ಟ/ട/ට wiedergegeben wird.

## Darstellung auf dem Computer
Unicode enthält das Ṭ an den Codepunkten U+1E6C (Großbuchstabe) und U+1E6D (Kleinbuchstabe).